# 彰化楊全故居
彰化楊全故居，是位於臺灣彰化縣彰化市的宅第，日治時期曾作為酒類專賣店，屋主後代在2016年拆毀時由縣府出面阻止，次年列為彰化縣歷史建築。

## 由來

2012年的楊全故居，此時屋頂尚在。

彰化楊全故居位於彰化市民生路230巷，和彰化警分局僅一弄之隔。為1922年建立，洋樓形式的街屋門額有「楊柳風」三字。
屋主楊全在1925年到1936年間具有彰化街的酒類經銷權，此屋作為彰化市酒類專賣的大賣捌所，他就被當地人稱為「燒酒全」。謝雪紅在兒時曾來此買酒粕，之後她記錄在口述傳記《我的半生記》中。
後來，子孫散居海外，老屋閒置。彰化縣政府於2004年出版《彰化市古城老街道風華再現調查研究 都市現象詮釋篇》有介紹此宅。

## 保存
2010年彰化縣政府出版的《彰化市舊城區都市更新計畫案》，建議將楊全故居進行文化資產審議以指定為古蹟。但2016年6月，屋主子孫返回臺灣參加家族會議，決議拆除。7月25日，縣府文化局緊急啟動暫定古蹟審議流程，禁止工人繼續拆除。10月17日，文化局文化資產審議委員會上，以「缺少完整性」，未通過列為古蹟。
2017年1月元旦以來，因彰化市的杜錫圭故居、李棟材宅、中華路上的四連棟日式建築松竹堂接連遭全拆、楊全故居拆到只剩四分之一、吳蘅秋故居也即將被拆除，引起文資團體抗議，使得文化局局長陳文彬在16日公開道歉。年尾12月11日，年度第3次有形文化資產審議委員會，決定楊全故居列為歷史建築。21日，年度第4次有形文化資產審議委員會，確定楊全故居列為歷史建築的範圍，為存在牆及原有建築基礎外側。

## 圖片

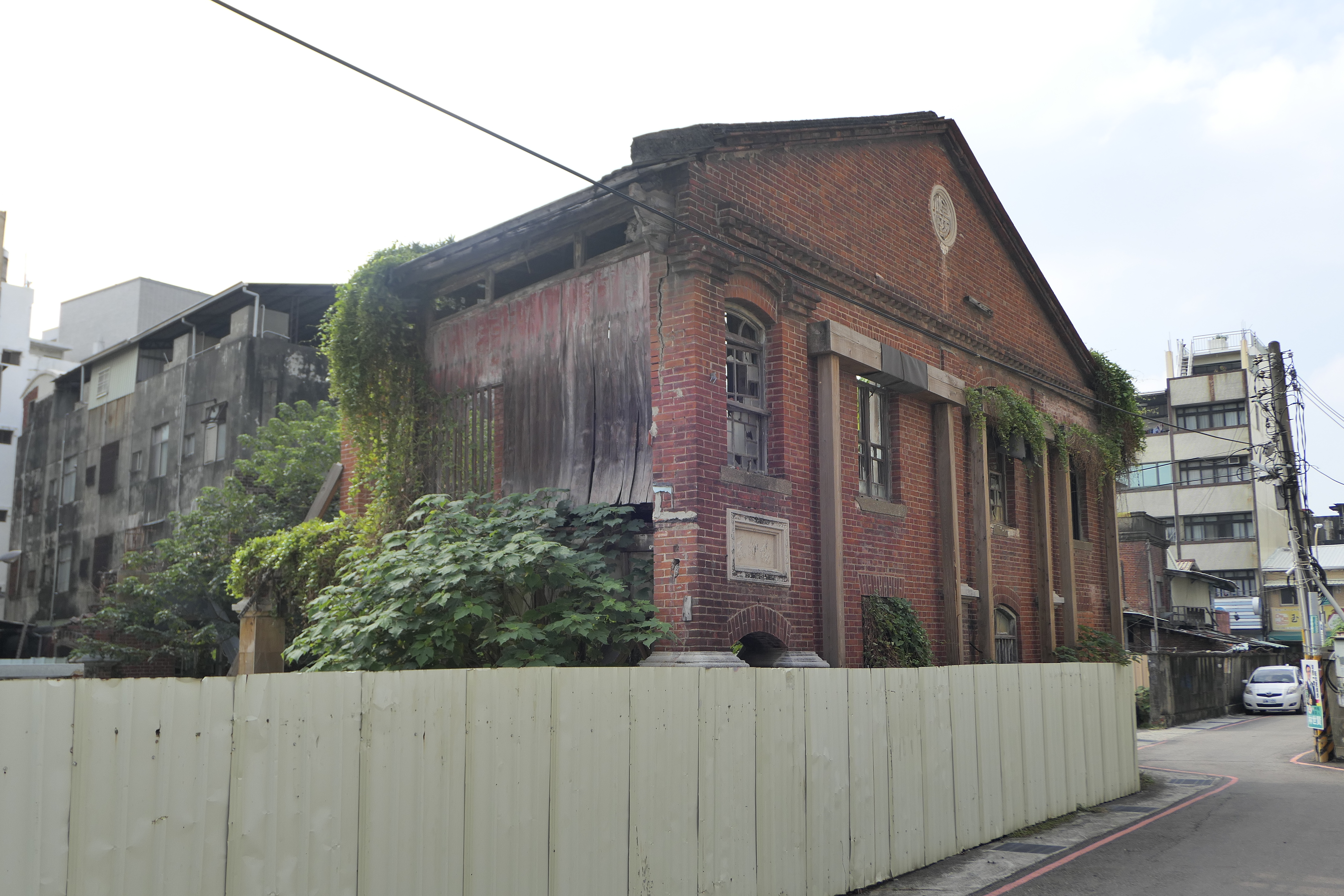
另一角度的楊全故居
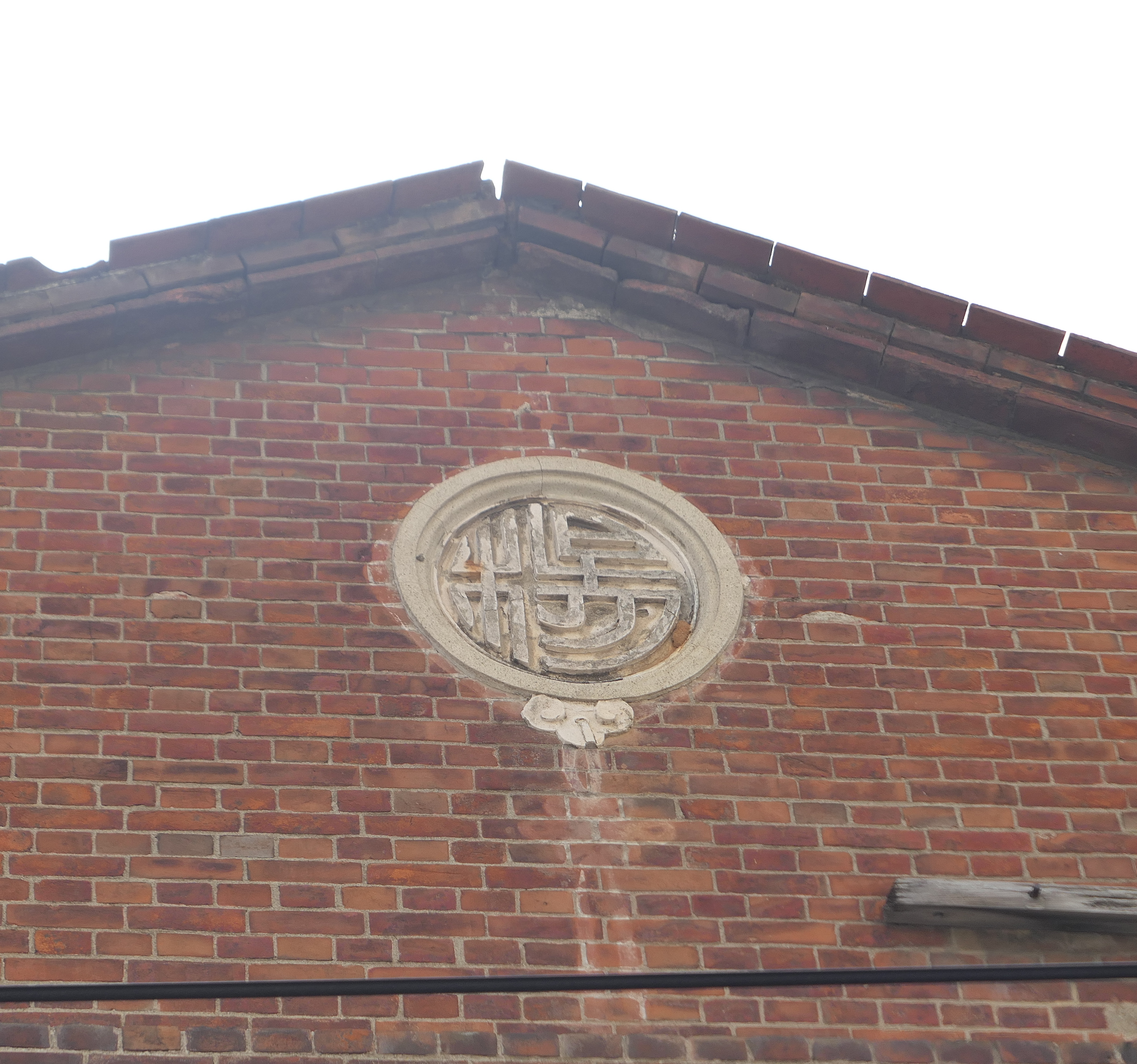
山牆紋飾
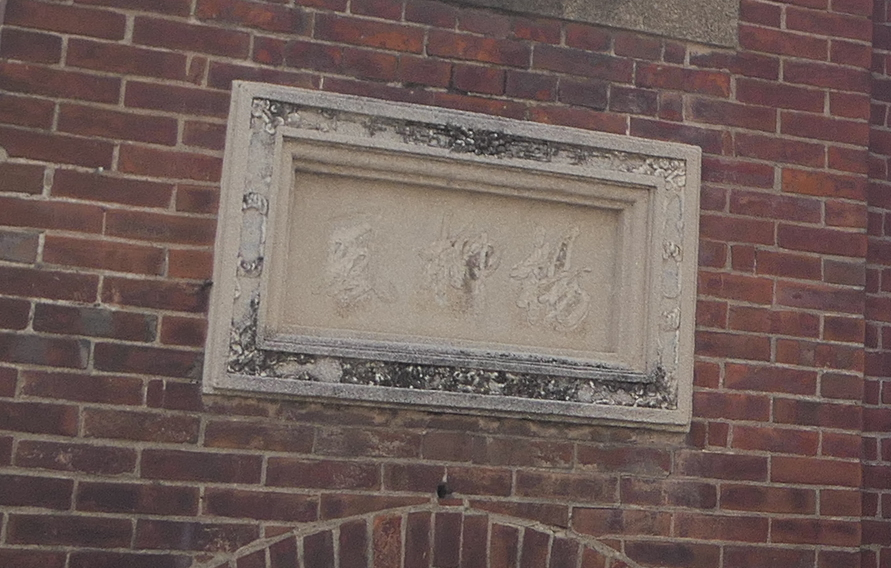
門額「楊柳風」